# 滋賀県道206号神郷彦根線
滋賀県道206号神郷彦根線（しがけんどう206ごう じんごうひこねせん）は、滋賀県東近江市から彦根市に至る一般県道である。

## 概要
東近江市神郷町から彦根市京町2丁目に至る。
国道8号と滋賀県道2号大津能登川長浜線の中ほどを南北に走り東近江市と彦根市を結ぶ路線である。現在、東近江市と愛知郡愛荘町の間にある愛知川で分断されており、橋梁を架設することが計画されている。
滋賀県道528号彦根環状線が交わる小泉町交差点から芹川で「芹川けやき道」と交わるまでの間は「芹橋雨壺山通り」と道路に愛称名が付けられている。

### 路線データ
- 起点：東近江市神郷町（滋賀県道203号佐生今線交点）
- 終点：彦根市京町2丁目（京町交差点、滋賀県道6号彦根停車場線終点、滋賀県道25号彦根近江八幡線交点）
- 総延長：約11.1 km

## 歴史
- 1958年（昭和33年）7月26日 - 滋賀県告示第291号により滋賀県道206号三津彦根線として路線認定[3]。
- 2008年（平成20年）4月1日 - 従来の路線を延長するかたちで「滋賀県道206号神郷彦根線」となる[注釈 1][1][4][5]。

## 路線状況

### 重複区間
- 滋賀県道204号稲枝沢線（彦根市肥田町 - 彦根市三津町・三津町南交差点）
- 滋賀県道205号賀田山安食西線（彦根市楡町・楡町東交差点 - 彦根市楡町・楡町交差点）
- 滋賀県道196号三津屋野口線（彦根市川瀬馬場町 - 彦根市川瀬馬場町・河瀬高校前交差点）

### 道路施設

#### 橋梁
- 高橋（宇曽川、彦根市、滋賀県道204号稲枝沢線重複区間内）
- 犬上橋（犬上川、彦根市）
- 芹橋（芹川、彦根市）

## 地理

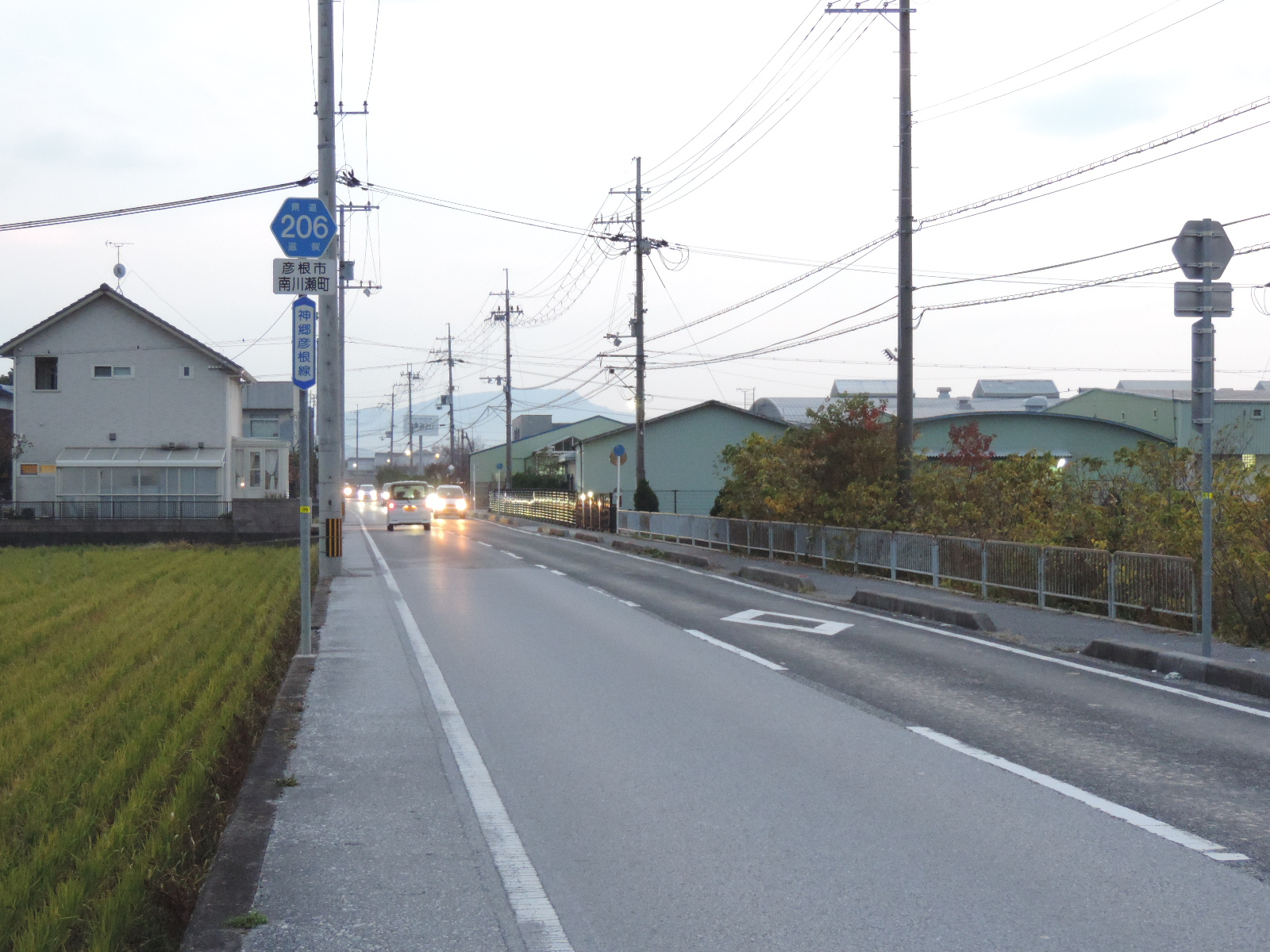
彦根市南川瀬町。

### 通過する自治体
- 東近江市
- 愛知郡愛荘町
- 彦根市

### 交差する道路
| 交差する道路                                                                 | 市町村名 | 市町村名 | 交差する場所 | 交差する場所      |
| ---------------------------------------------------------------------------- | -------- | -------- | ------------ | ----------------- |
| 滋賀県道203号佐生今線                                                        | 東近江市 | 東近江市 | 神郷町       | 起点              |
| 滋賀県道553号今簗瀬線                                                        | 東近江市 | 東近江市 | 神郷町       |                   |
| 未供用区間                                                                   |          |          |              |                   |
| 滋賀県道213号湖東彦根線未供用                                                | 愛知郡   | 愛荘町   | 長野         |                   |
| 滋賀県道20号愛知川彦根線                                                     | 愛知郡   | 愛荘町   | 川原         |                   |
| 滋賀県道204号稲枝沢線 重複区間起点                                           | 彦根市   | 彦根市   | 肥田町       |                   |
| 滋賀県道204号稲枝沢線 重複区間終点                                           | 彦根市   | 彦根市   | 三津町       | 三津町南交差点    |
| 滋賀県道205号賀田山安食西線 重複区間起点                                     | 彦根市   | 彦根市   | 楡町         | 楡町東交差点      |
| 滋賀県道205号賀田山安食西線 重複区間終点                                     | 彦根市   | 彦根市   | 楡町         | 楡町交差点        |
| 滋賀県道196号三津屋野口線 重複区間起点                                       | 彦根市   | 彦根市   | 川瀬馬場町   |                   |
| 滋賀県道196号三津屋野口線 重複区間終点                                       | 彦根市   | 彦根市   | 川瀬馬場町   | 河瀬高校前交差点  |
| 荒神山通り                                                                   | 彦根市   | 彦根市   | 堀町         | 堀町交差点        |
| 滋賀県道197号八坂高宮線                                                      | 彦根市   | 彦根市   | 宇尾町       | 宇尾町交差点      |
| 滋賀県道528号彦根環状線 / くすのき通り                                       | 彦根市   | 彦根市   | 小泉町       | 小泉町交差点      |
| 滋賀県道207号橋向東沼波線                                                    | 彦根市   | 彦根市   | 橋向町       |                   |
| 花しょうぶ通り                                                               | 彦根市   | 彦根市   | 銀座町       | 銀座町交差点      |
| 滋賀県道6号彦根停車場線 / 京町通り 滋賀県道25号彦根近江八幡線 / 中濠東西通り | 彦根市   | 彦根市   | 京町2丁目    | 京町交差点 / 終点 |

### 交差する鉄道
- 東海道本線

### 沿線
- 勝鳥神社
- 清水工業
- 呉羽テック
- 滋賀県立彦根工業高等学校
- JR西日本東海道本線 河瀬駅
- 河瀬駅前郵便局
- 滋賀銀行 河瀬支店
- レゾナック 彦根川瀬事業所
- 滋賀中央信用金庫 河瀬支店
- 滋賀県立河瀬高等学校
- 彦根市立若葉小学校
- 十王村の水
- 彦根西今郵便局
- 彦根中央病院
- 彦根市立城南小学校
- 彦根市消防本部
- 滋賀中央信用金庫 城南支店
- 関西みらい銀行 彦根南支店
- スーパー丸善
- 彦根平田郵便局
- 滋賀中央信用金庫 銀座支店
- 滋賀銀行 彦根支店
- 千代神社
- 大垣共立銀行 彦根支店
- 彦根市立城東小学校